# Senatspräsident
Der Senatspräsident ist der Vorsitzende einer als Senat bezeichneten Institution. Da der Begriff Senat vielfältige Ausprägungen hat, unterscheidet sich die Bedeutung des Senatspräsidenten von Fall zu Fall.

## Deutschland

### Justiz
In Deutschland ist Senatspräsident eine frühere Amtsbezeichnung für die Vorsitzenden Richter an den oberen Landesgerichten und den Bundesgerichten. Bei den Landgerichten hießen die Vorsitzenden Richter Landgerichtsdirektoren. Mit der Reform der Amtsbezeichnungen im höheren Justizdienst in den 1970er Jahren wurde der Titel Senatspräsident abgeschafft und durch die Dienstbezeichnung Vorsitzender Richter am Oberlandesgericht bzw. am Oberverwaltungsgericht, Finanzgericht, Landgericht oder einem anderen Obergericht auf Landesebene und Vorsitzender Richter am Bundesgerichtshof oder einem anderen Gerichtshof des Bundes ersetzt.

### Politik
Die Bezeichnung der Regierungschefs der Freien und Hansestadt Hamburg und der Freien Hansestadt Bremen lautet Präsident des Senats.

## Danzig
In der Freien Stadt Danzig war der Senatspräsident von 1920 bis 1939 der Vorsitzende des Senats (Regierung und Kommunalbehörde).

## Vereinigte Staaten

### Gesamtstaat
Gemäß der Verfassung der Vereinigten Staaten ist der Vizepräsident gleichzeitig Präsident des Senats. Dieses Amt ist allerdings hauptsächlich zeremonieller Natur, die täglichen Amtsgeschäfte führt der Präsident pro tempore des Senats. Der Vizepräsident nimmt sein Amt als Senatspräsident gewöhnlich nur wahr, um während der State of the Union Address vorzusitzen und bei Stimmengleichheit die entscheidende Stimme abzugeben.

### Bundesstaaten
In den US-Bundesstaaten haben die jeweiligen Staatssenate ebenfalls einen Senatspräsidenten. Häufig handelt es sich um den Vizegouverneur des jeweiligen Staates, der jedoch nur im Falle eines Abstimmungspatts ein Stimmrecht hat. Auch diesem steht ein Präsident pro tempore zur Seite. In Staaten ohne Vizegouverneur wie beispielsweise Oregon oder Arizona wird ein Senator der Mehrheitsfraktion zum Senatspräsidenten bestimmt. Dasselbe gilt für Staaten, die zwar einen Vizegouverneur haben, welcher aber nicht dem Senat vorsitzt; ein Beispiel dafür ist Illinois.

## Argentinien
Dem Argentinischen Senat sitzt der argentinische Vizepräsident vor. Derzeit  ist dies Julio Cobos. Allerdings wird der argentinische Vizepräsident die meiste Zeit durch den Provisorischen Präsidenten des Argentinischen Senats vertreten. Dieser folgt auch dem Präsidenten nach, wenn der Vizepräsident verstorben ist oder bereits zuvor zurückgetreten ist. Dies geschah zuletzt im Dezember 2001 als Ramón Puerta dem zurückgetretenen Fernando de la Rúa nachfolgte.

## Österreich
Senatspräsident oder Senatspräsidentin ist in Österreich die Bezeichnung für bestimmte Richter der ordentlichen Gerichtsbarkeit und der Verwaltungsgerichtsbarkeit, nämlich für Richter des Obersten Gerichtshofes (OGH), eines Oberlandesgerichts (OLG) oder des Verwaltungsgerichtshofes (VwGH), welche auf eine Planstelle eines Senatspräsidenten ernannt sind und in der Regel nach der jeweiligen Geschäftsverteilung Vorsitzende eines oder mehrerer Senate sind. Die vollständige Bezeichnung enthält auch die Bezeichnung des jeweiligen Gerichts, z. B. Senatspräsidentin des Obersten Gerichtshofs oder Senatspräsident des Verwaltungsgerichtshofs.